# Martin Keller (Agronom)
Martin Keller  (* 22. Januar 1970 in Langenthal; heimatberechtigt in Schlosswil) ist ein Schweizer Agronom. Von 2012 bis Ende Juni 2025 war er Vorsitzender der Geschäftsleitung der Agrargenossenschaft Fenaco.

## Leben und Wirken
Keller studierte Agronomie an der ETH Zürich und promovierte dort 1998. Ab 1998 war er Mitarbeiter der Saatzuchtgenossenschaft Düdingen. Von 2000 bis 2002 war er Geschäftsführer der Branchenorganisation Swisspatat. Von 2002 bis 2010 war er Mitarbeiter der KWS Saat.
Von 2010 bis 2012 war er Departementsleiter Landesprodukte (heute Inoverde) bei der Agrargenossenschaft Fenaco und von 2012 bis Ende Juni 2025 deren Vorsitzender der Geschäftsleitung (CEO). Fenacos Nettoerlös wuchs während seiner Zeit von 6 Mrd. CHF auf rund 8 Mrd. CHF. Er förderte die Innovation sowie die Digitalisierung bei Fenaco.
Seit 2020 ist Keller im regionalen Wirtschaftsbeirat Mittelland der Schweizerischen Nationalbank tätig. Seit 2024 ist er Mitglied des Verwaltungsrats der Securitas Gruppe und seit 2025 im Gesellschafterausschuss der Claas Gruppe.
Im März 2025 wurde er vom Verwaltungsrat der BKW für die Generalversammlung 2026 als neuer Verwaltungsrat nominiert. Im Mai gründete Keller eine Beratungsfirma und bietet Coachings für Führungspersonen an. Am 6. Juni 2025 wurde er vom Bundesrat per 1. August 2025 in den ETH-Rat gewählt.
Keller hält Vorträge und gibt regelmässig Interviews zu landwirtschaftlichen Themen, bpsw. zur Entwicklung eines Kupfer-Ersatzproduktes als Pflanzenschutzmittel, welches die Fenaco und das Forschungsinstitut für biologischen Landbau (FiBL) in einer Forschungskooperation entwickeln, Digitalisierung der Agrarwirtschaft, Elektromobilität in der Landwirtschaft oder Preiserhöhungen bei Agrarrohstoffen. 
Keller zufolge nähern sich konventionell betriebene Landwirtschaft und Biolandbau immer mehr gegenseitig an: Die erstgenannte verzichtet zunehmend freiwillig auf chemische Zusatzstoffe, wohingegen der Biolandbau immer mehr die Rentabilität priorisiere, um den Konsumenten entgegenzukommen.
Im Kampf gegen eine Volksinitiative für das Verbot von synthetischen Pestiziden setzte sich Keller im Namen der Fenaco nachdrücklich gegen ein solches Verbot ein. Die Eidgenössische Volksinitiative «Für eine Schweiz ohne synthetische Pestizide», kurz Pestizid-Initiative, wurde 2021 vom Schweizer Volk schliesslich verworfen.
Angesichts der Meinungsverschiedenheiten zwischen den USA und der Schweiz betreffend der Weiterführung der gegenseitigen Handelsbeziehungen ab Frühjahr 2025 warnte Keller davor, die Schweizer Landwirtschaftszölle leichtfertig in die Waagschale zu werfen. Auch erinnerte er daran, dass der Wettbewerb der Detailhändler untereinander zu einem Preiszerfall von Agrarprodukten führe und damit die Versorgung mit inländischen Nahrungsmitteln bedrohe.

## Privates
Keller wohnt im Ort Innerberg in der Gemeinde Wohlen bei Bern, ist verheiratet und Vater von zwei erwachsenen Kindern.